# Бозио I Сфорца ди Санта Фиора
Бозио I Сфорца (на италиански: Bosio I Sforza, * 1411, Монтеджови (днес подселище на Кастел дел Пиано); † 1476, Парма, Папска държава) е 8-и граф на Санта Фиора, граф на Котиньола, господар на Кастел'Аркуато, кондотиер, водач на наемническа дружина, основоположник на Сфорца ди Санта Фиора – кадетски клон на Сфорца.

## Произход
Той е син на кондотиера Джакомо Атендоло (* 1369, † 1424), известен като Муцио Атендоло Сфорца, и на съпругата му Антония Салимбени (* 1369, † 1411), патриция на Сиена. 
Има двама полубратя и вероятно една полусестра от втория брак на баща си, двама полубратя от третия му брак, както и шест полубратя и четири полусестри от две негови извънбрачни връзки, сред които Франческо I, господар и херцог на Милано, и Алесандро, господар на Пезаро, Градара и Кастелнуово, велик конетабъл на Неаполитанското кралство.
Той е прародител на графовете на Санта Фиора, на маркизите на Прочено, на херцозите на Сени и Онано (по-късно Сфорца-Чезарини като херцози на Сени).

## Биография
Бозио е капитан на наемници, който посвещава по-голямата част от живота си на военния занаят. През 1430 г. става губернатор на Орвието за папата, след което се бие с брат си Франческо I Сфорца за завладяването на Миланската област срещу рода Да Кореджо (1452 г.) , срещу Якопо Пичинино (1455) и в полза на краля на Неаполитанското кралство Фердинанд I Арагонски (1460).
Като награда за услугите си той получава титлата „Граф на Котиньола“, феодалното владение Кастел'Аркуато и други земи (1466 г.).
Умира в Парма на 64-65-годишна възраст.

## Брак и потомство
Бозио I Сфорца се жени два пъти:
1. ∞ 1439 за Чечилия Алдобрандески (* 1415, † 1451), 7-а графиня на Санта Фиора, дъщеря на Гуидо Алдобрандески, граф на Санта Фиора, която му носи суверенно графство Марема. Така той става родоначалник на клона на фамилията Сфорца ди Санта Фиора (изчезнал през 1712 г.) и на съпътстващата фамилия Сфорца-Чезарини, херцози на Сени, които все още съществуват. Имат син и дъщеря:
- Анастазия Сфорца ди Санта Фиора, ∞ за Брачо Бальони от Перуджа
- Гуидо II Сфорца ди Санта Фиора († 1582), 9-и граф на Санта Фиора, ∞ за Франческа Фарнезе

2.∞ 1464 за Гризелда Ди Капуа, дъщеря на Матео Акуавива, херцог на Атри, от която има един син и две дъщери:
- Касандра Сфорца ди Санта Фиора († млада)
- Костанца Сфорца ди Санта Фиора († 1641), графиня на Санта Фиора; ∞ за първия си братовчед Филипо Мария Сфорца (* 22 декември 1448, Павия или Кремона; † 1492, Милано), граф на Корсика и на Павия от 1466/1472 г. (впоследствие се отказва), граф на Бари, трети син на Франческо I Сфорца и Бианка Мария Висконти, от когото има една дъщеря или един син.